# Never Let You Go (пісня Джастіна Бібера)
«Never Let You Go» (укр. Ніколи не дозволю тобі піти) — пісня канадського співака Джастіна Бібера. Трек написав Бібер у співавторстві і спродюсував продюсерський дует Джонта Остіна та Браяна Майкла Кокса. Спочатку він вийшов як промо-сингл другої частини дебютного альбому Бібера My World 2.0 2 березня 2010 року. Пісня закріпилася в першій двадцятці чартів Канади і Нової Зеландії, посіла двадцять першу сходинку чарту у Сполучених Штатах та увійшла до хіт-парадів Австралії та Великої Британії. Кліп на пісню за участі Бібера і Пейдж Герд знімали у готелі Atlantis Resort на Багамах; у нього також увійшли сцени на курорті, біля акваріумі і на узбережжі. Бібер виконав цю пісню кілька разів, зокрема під час благодійного телемарафону SOS: Saving Ourselves — Help for Haiti Telethon на телеканалі BET, метою якого був збір допомоги жертвам землетрусу на Гаїті 2010 року.

## Композиція і відгуки критиків
«Never Let You Go» написана у тональності ре мінор, має музичний розмірі ціла нота та помірний темп. Пісня має акордну прогресію B?-Dm-C. Лія Грінблат з Entertainment Weekly відзначила подібність між «Never Let You Go» і «Forever» Кріса Брауна, назвавши пісню Бібера її «братнім близнюком». Джоді Розен з Rolling Stone у огляді «Never Let You Go» і «Stuck in the Moment», сказала, що «балади — часто слабке місце поп/R&B записів — повністю зрозумілі, поєднують любовні слова з великими привабливими приспівами.» Лорен Картер із The Boston Herald заявила, що, «Хоч важко повірити у такі сильні переживання від 16-річного, довічні обіцянки (див. „Never Let You Go“ (укр. Ніколи не дозволю тобі піти) для початку) безсумнівно порадують молодих дівчат, які мріють провести вічність з новітніми попсовими серцеїдом.»

## Позиції в чартах
«Never Let You Go» дебютував у американському чарті Billboard Hot 100, сягнувши двадцять першої сходинки. Сингл протримався у хіт-параді протягом двох тижнів. Пісня, як і попередні цифрові сингли Бібера, недовго перебувала у чартах, і продемонструвала рекордний спад у чарті за історію Hot 100, поступившись у цьому лише пісням Джастіна Тімберлейка «Hallelujah» та Jonas Brothers «Pushin' Me Away». Вона дебютувала і досягла чотирнадцятої позиції в хіт-параді Канади, протримавшись чотири тижні в чарті Canadian Hot 100. Окрім Північної Америки пісня посіла шістдесят сьому сходинку австралійського чарті Australian Singles Chart і досягла шістнадцятої сходинки у новозеландському чарті New Zealand Singles Chart, де вона перебувала у чарті протягом трьох тижнів. Завдяки цифровим продажам альбому My World 2.0, «Never Let You Go» сягнула вісімдесят четвертої щаблі британського чарті UK Singles Chart.

## Музичне відео

Бібер на скелі перед океаном і біля курорту Atlantis з романтичною героїнею Пейдж Герд.

У січні 2010 року Rolling Stone підтвердив, що музичний кліп на пісню Бібера зняв режисером Колін Тіллі на курорті Atlantis в Дубаї. Акторка Пейдж Герд зіграла у відео дівчину яка подобається Біберу. Прем'єра відео відбулася 30 березня 2010 року на Vevo. Відео було також презентоване у музичному шоу 106 & Park на телеканалі BET 5 квітня 2010 року.
Джоселін Віна у огляді відео для MTV News заявила: «Ми бачимо Бібера, що тусується у катакомбах багамських акваріумів… У цьому новому кліпі Бібер виступає на пляжі і гуляє з Герд. Бібер, безумовно, сильно росте у цьому відео — обмін близькими поцілунками, дотики і притискання до подруги. Кадри силуету пари, що тримається за руки, грають в сюжеті кліпу двох молодих підлітків, які закохуються в дуже екзотичної місцевості». Віна також сказала, що Бібер продовжує демонструвати свою «спритність до танцювальних рухів Майкла Джексона». Саймон Возік-Левінсон з Entertainment Weekly назвав відео «Доволі романтичним», додавши, що «вони танцюють у стилі, що відповідає їхньому віку». Кріс Раян з MTV News у огляді відео оцінив його позитивно, заявивши, що це «дійсно приємний погляд на невинність молодої любові, сповнену флірту, танцю та дотиків волоссям». Станом на січень 2019 року відеоролик на YouTube переглянули більш ніж 276.988.006 разів.

## Виступи наживо
Бібер виконував пісню декілька разів, у тому числі на урочистому відкритті нового Microsoft Store в Мішн-В'єхо, штат Каліфорнія, і під час виступу наживо для MTV. Пізніше він також виступав з піснею «Never Let You Go» у Ранньому шоу в рамках програми Super Bowl 2010 року, а також під час благодійного телемарафону SOS: Saving Ourselves — Help for Haiti Telethon, метою якого був збір допомоги жертвам землетрусу на Гаїті 2010 року, що транслювався в прямому ефірі 6 лютого 2009 року на телеканалах VH1 і MTV.

## Автори
- Автори пісні — Джастін Бібер, Браян Майкл Кокс[en], Джонта Остін[en]
- Продюсери — Браян Майкл Кокс, Джонта Остін
- Запис вокалу — Сем Томас
- Інструменти — Браян Майкл Кокс
- Зведення[en] — Менні Мароккін, асистенти — Крістіан Плата та Ерік Мадрид

Джерело

## Чарти
| Чарт (2010)               | Найвища позиція |
| ------------------------- | --------------- |
| Australian Singles Chart  | 67              |
| Canadian Hot 100          | 14              |
| New Zealand Singles Chart | 16              |
| UK Singles Chart          | 84              |
| US Billboard Hot 100      | 21              |